# Günter Mirring
Günter Mirring (* 1. März 1938) ist ein ehemaliger deutscher Fußballspieler. In den 1960er Jahren spielte er für die BSG Stahl Riesa in der DDR-Oberliga, der höchsten Spielklasse im DDR-Fußball.

## Sportliche Laufbahn
1963 stieg der 25-jährige Abwehrspieler Günter Mirring mit der Betriebssportgemeinschaft (BSG) Stahl Riesa in die zweitklassige DDR-Liga auf. In seiner ersten Zweitliga-Saison 1963/64 war Mirring mit 22 Einsätzen und zwei erzielten Toren in den 30 ausgetragenen Punktspielen Stammspieler. Nachdem er in der Saison 1964/65 nur in zwei Ligaspielen mitgewirkt hatte, wurde Mirring zum Wehrdienst in der Nationalen Volksarmee eingezogen. Erst von der Spielzeit 1966/67 an spielte er wieder für Stahl Riesa Fußball, bestritt aber nur drei Spiele in der DDR-Liga. Auch 1967/68 kam er nicht in der Mehrheit der Punktspiele zum Einsatz, er kam nur auf 14 der 30 Ligaspiele. Damit war er jedoch am Aufstieg der Stahl-Mannschaft in die DDR-Oberliga beteiligt. In der Oberligasaison 1968/69 kehrte Mirring wieder als Stammspieler in die Mannschaft zurück, konnte als Verteidiger 22 der 26 Oberligaspiele bestreiten und kam auch einmal zum Torerfolg. In der Hinrunde der Spielzeit 1969/70 wurde Mirring nur noch unregelmäßig in sieben Oberligaspielen aufgeboten und schied mit Beginn der Rückrunde aus dem Oberligakader aus. Da er nicht mehr in die oberen Fußball-Ligen zurückkehrte, wies danach seine sportliche Bilanz 29 Oberligaspiele (ein Tor) und 41 DDR-Liga-Spiele (zwei Tore) auf.